# Pierre Louis Péclat
Pierre Louis Péclat, né le 30 décembre 1946 à Lausanne, originaire de Lausanne et de Middes est un écrivain, poète et dramaturge vaudois.

## Biographie
Après avoir étudié à l'École des Beaux-Arts de Lausanne, Pierre Louis Péclat se consacre à la littérature. Il publie ses œuvres dans différents journaux, dont la Gazette littéraire, supplément de la Gazette de Lausanne, ainsi que chez plusieurs éditeurs (Empreintes, L'Âge d'Homme, Hanc, etc.). 

## Poésie
Son œuvre poétique se compose de plusieurs recueils :
- Milakia, poèmes en prose, avec des bois gravés de Gérard Tolck, éditions Hanc, Lausanne, 1964
- Midi un caméléon, poésie, éditions Hanc, Lausanne, 1965
- Gothismes, illustré par R.S. Wolf, P.L. Péclat, Lausanne, éditions Hanc, 1967
- Mines, extraits de, poésie, avec une vignette de Myriam P. Matossi en couverture, éditions Empreintes, Lausanne, 1991
- Minutes, poésie, avec des illugravures de Pierre Oulevay, chez Françoise Bergier & aux éditions d’Orzens, Lutry, 1997
- Micmac ou les riches heures de pile ou face, poésie, Lausanne, L'Âge d'homme, 2004
- Le principe d'Archimède, ou, ce qui arriva quand Serge Cantero ayant peint de nombreux tableaux, celui-ci demanda à Pierre Louis Péclat d'écrire autour desdits tableaux, chez Humus, Lausanne, 2007

## Théâtre

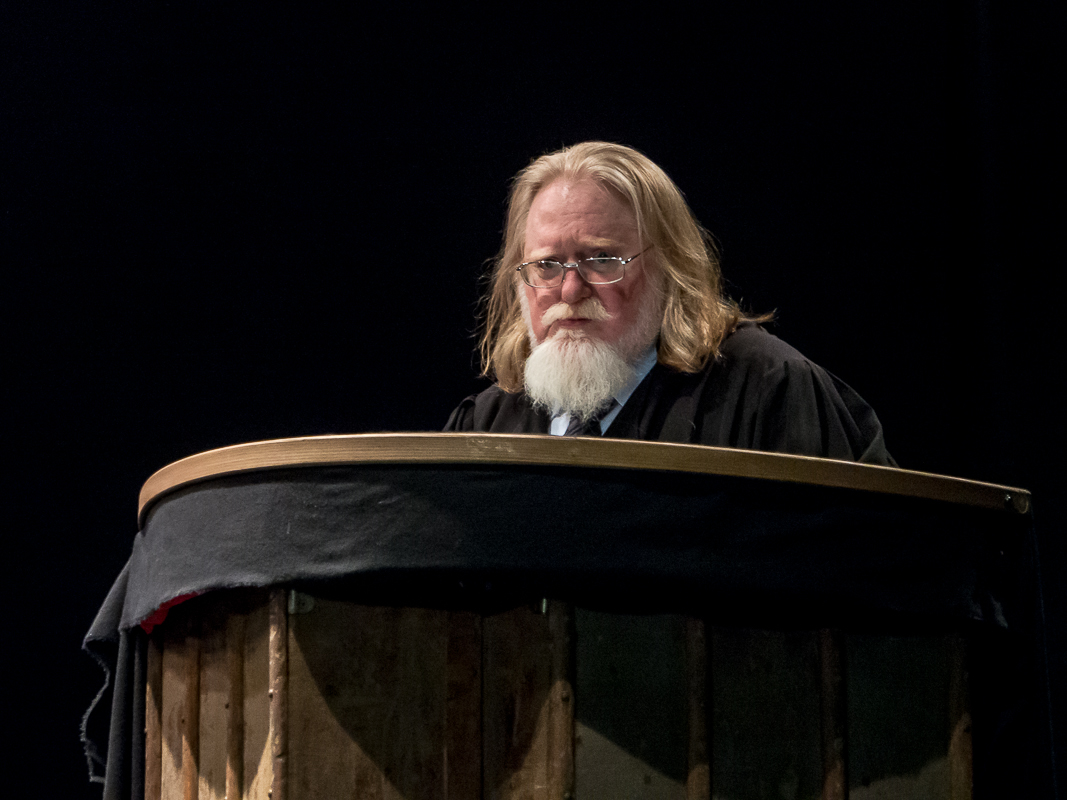
Pierre Louis Péclat dans Notre Père

Auteur d'un grand nombre de spectacles, Pierre Louis Péclat voit plusieurs de ses pièces de théâtre représentées à Lausanne, Paris ou Milan. Il est joué plusieurs fois au Festival de la Cité à Lausanne et collabore régulièrement avec le Théâtre 2.21.
- Le Danube bleu, comédie, créée en 1967 au théâtre-club La Muserie, Paris IVe ; traduction italienne de Adriano Freri sous le titre Il Danubio blu, créée en 1967 au Teatro laboratorio Il Parametro de Milan
- Thalie, comédie, créée en 1967 au café théâtre La Scala, Paris Ve
- Clytemnestre, pièce en un prologue, vingt-deux séquences et un épilogue, écrite en collab. avec le Théâtre Création Lausanne, Lausanne, éditions Hanc, 1972. Créée en 1970 au Casino de Chavannes-près-Renens
- Opéra-Gouffre, de Claude Lauzzana, René Bottlang et Serge Wintch pour la musique; créé en 1977 au Festival de la Cité à Lausanne
- Fostfolize, comédie-ballet en un acte et trois tableaux, de Claude Lauzzana pour la musique et de Pierre Louis Péclat pour le livret, Lausanne, 1978. Spectacle créé pour le Festival de la Cité à Lausanne
- Le banquet d'Oedipe, pochade, en collaboration avec Henri-Charles Tauxe, musique de Léon Francioli, créée en 1981 au Festival de la Cité à Lausanne
- Un tout petit Nostradamus, pochade, en collaboration avec Henri-Charles Tauxe, musique de Léon Francioli, créée en 1982 au Festival de la Cité à Lausanne
- Morceaux choisis, en collaboration avec Pierre Crettol, musique de Léon Francioli et Jean-François Bovard, créée en 1983 au Festival de la Cité à Lausanne
- La nef dans la ville, opéra bouffe créé pour le 700e anniversaire de la ville de Morges 3 mai 1986, texte de Pierre Louis Péclat et Henri-Charles Tauxe, musique Jean-François Bovard
- Lausanne-Sang, créé en 1996 au Musée historique de Lausanne
- Notre mère, ou qu'est-ce que tu rêves, Mme Chause, de l'Algérie? tragédies en morceaux, bruits et rumeurs, un chant, post scriptum de Domenico Carli, Lausanne, Université de Lausanne, Affaires culturelles, 1999 ; créée en 1999 à la Grange de Dorigny, Lausanne
- Le grand fromage, opéra-bouffe, musique de Jean-François Bovard et Jean-François Mathieu, créé en 2001 au Théâtre de l'Octogone
- Écho d'Éole, oratorio des énergies, musique de Jean-François Bovard, créé en 2001 à Saint-Imier, avec l'Ensemble Vocal d'Erguël
- Sauvage, opéra, musique de Dominique Lehmann, créé en 2002 à l'Oriental Théâtre, Vevey ; nouvelle mise en scène en 2016 à la Grange de Dorigny
- Pathos, fantaisie tragique en causette pour quatre sœurs moins une, Lausanne, Paris, L'Âge d'Homme, 2004 ; créée en 2004 au théâtre 2.21 à Lausanne
- Jeune, moment théâtral pour une actrice, une comédienne ou une tragédiliglienne, Lausanne, L'Âge d'homme, 2007. Présenté en première au Théâtre 2.21 en janvier 2007, avec Hélène Cattin[1]
- Marlène, avec amour, Théâtre musical par la Compagnie Encore raté, créé en avril 2008 au Théâtre 2.21, avec Carine Barbey, Patricia Naegeli et Daniel Perrin[2]
- Nativité, Des comédiens (Jo Boegli, Isabelle Bonillo, Domenico Carli, Hubert Cudré, Selvi Puro) et des musiciens (Daniel Bourquin, Léon Francioli) s'approprient et transposent sur scènes une Nativité de Pierre Louis Péclat. Présenté au Théâtre 2.21 en décembre 2009[3]
- Et toc ! Concert théâtral par l'Association Collectif Transfert, par Léon Francioli, Pierre Louis Péclat, Miguel Québatte, d'après une histoire d'Alexandre Theus. Première au Théâtre 2.21, mai 2011[4]
- Notre Père, spectacle théâtro-musical. Écrit et joué par Léon Francioli, Pierre Louis Péclat, Miguel Québatte, avec la collaboration artistique et technique de Eric Lazor. Créé au Théâtre 2.21 en octobre 2012[5]
- Nous, spectacle théâtro-musical. Écrit et joué par Léon Francioli, Pierre Louis Péclat, Miguel Québatte, avec la collaboration artistique et technique de Eric Lazor. Créé au Théâtre 2.21 en 2014
- Thanatos ou les empêchements : vieille histoire à oreilles rebattues : comi-tragédie de salon. Créée par la Cie Alchimie au Casino de Montbenon en 2018, reprise au Théâtre l'Oriental à Vevey en 2019, publiée chez L'Âge d'Homme en 2018

## Chanson
Pierre Louis Péclat s'essaie avec succès à la composition de textes de chansons, mis en musique par Dominique Lehmann. Deux spectacles furent présentés entre autres au Festival de la Cité: 
- La légende de Maria Pérez, précédée de, Propos d'un bonimenteur, et suivie d'un Aperçu de la vraye vie de Céleste Malapine interprété par Maria Perez, créée en 2000 à Lausanne, publiée en 2002 chez L'Âge d'Homme
- Encore raté, interprété par Patricia Naegeli, en 2004

## Romans et chroniques
Pierre-Louis Péclat reçoit le Prix Lipp Genève 2000 pour son premier roman Les dérives du jars, papiers trouvés sous une baignoire. Après Hop publié en 2001, édition revue et corrigée, enrichie d'une postface de Mickaël Tolck, Poche suisse en 2015, Pierre Louis Péclat signe en 2003, Amanda, puis Transports en 2006. En 2012 paraissent les Morceaux retrouvés de la chronique augustéenne, texte inspiré des débuts dans la vie de son père.

## Essais
Pierre Louis Péclat a publié plusieurs essais sur Lausanne: Lausanne insolite en 1986 chez Slatkine, Ville de Lausanne : une belle paysanne qui a fait ses humanités = Eine hübsche Bäurin mit höher Bildung = Una graziosa contadina che ha superato i suoi esami di maturità = A pretty peasant girl who has matriculated, en 1987, avec Jean-Louis Kuffer, pour l'Office national suisse du tourisme et Lausanne-Palace : histoire et chroniques : les 75 ans d'un hôtel prestigieux = history and chronicles : 75 years of a prestigious hotel, avec Gilbert Coutaz, en 1991.
En 2003, il publie un texte, Variations en X à l'occasion d'une exposition du Musée d'ethnographie de Neuchâtel dans un recueil intitulé X : spéculations sur l'imaginaire et l'interdit.

## Sources
- « Pierre Louis Péclat », sur la base de données des personnalités vaudoises sur la plateforme « Patrinum » de la Bibliothèque cantonale et universitaire de Lausanne.
- Publications de et sur Pierre Louis Péclat dans le catalogue Helveticat de la Bibliothèque nationale suisse
- Anne-Lise Delacrétaz, Daniel Maggetti, Écrivaines et écrivains d'aujourd'hui, p. 300.
- Pierre Louis Péclat sur viceversalitterature.ch
- A D S - Autorinnen und Autoren der Schweiz - Autrices et Auteurs de Suisse - Autrici ed Autori della Svizzera
- Bibliomedia - Péclat  Pierre Louis
- Yann Fischer, « Gérard Demierre », dans le Dictionnaire du théâtre en Suisse en ligne.